# Exportproduktionszone
Exportproduktionszonen, kurz: EPZ (engl.: export processing zone oder free trade zone) bezeichnet einen oder mehrere Bereiche in einem Land, in dem die regulären Zoll- und Steuerbestimmungen außer Kraft gesetzt sind. Dieser Zustand wird von staatlichen Stellen meist mit der Begründung toleriert und gefördert, die EPZ brächten Arbeitsplätze und Devisen. Sogenannte „Sweatshops“ – in Mittelamerika werden diese Betriebe Maquiladoras genannt – befinden sich häufig in Exportproduktionszonen.
Die dadurch entstehenden günstigen Konditionen sollen ausländische Unternehmen dazu bringen, ihre Produktion in die EPZs zu verlagern. EPZs befinden sich somit meist in so genannten Entwicklungsländern. Der dem Konzept zugrunde liegende entwicklungspolitische Gedanke ist, dass Investoren, nachdem sie zuerst durch die günstigen Produktionsbedingungen angelockt wurden, ihre Produktion dauerhaft in die Zielländer verlegen und damit die Wirtschaft des Landes stärken. Die EPZs sind u. a. durch extrem niedrige Löhne, schlechte Arbeitsbedingungen, mangelndem Arbeitsschutz und Unterdrückung von Gewerkschaften charakterisiert. In EPZs werden vor allem junge Frauen beschäftigt. Das wohl bekannteste Beispiel sind die ab den 1970ern eingerichteten Maquiladoras (oder Maquilas), Exportproduktionsfabriken an der mexikanisch-/US-amerikanischen Grenze.
Entstanden ist das Konzept der EPZs schon zu Beginn des 20. Jahrhunderts, an Bedeutung gewann es aber vor allem seit den 1960ern als immer mehr Produktion aus den Industrieländern in die so genannten Entwicklungsländer verlagert wurde. So verabschiedete 1964 der Wirtschafts- und Sozialrat der Vereinten Nationen eine Resolution, in dem EPZs als Mittel zur Förderung des Handels mit so genannten Entwicklungsländern befürwortet wurden. Erste EPZs entstanden zu der Zeit in Südkorea, Taiwan, Hongkong und Singapur. Vor allem aber ab den 1980er Jahren setzte ein enormer Anstieg der Produktion in EPZs ein. Hierbei spielten auch die Strukturanpassungsprogramme der Weltbank eine wesentliche Rolle. Die EPZs sollten demnach die Position der so genannten Entwicklungsländer verbessern, da durch sie Arbeitsplätze geschaffen würden und das BIP steige. Sie sollten außerdem dazu beitragen, dass die so genannten Entwicklungsländer ihre Schulden bei den Industrieländern abtragen können.
Diese Entwicklung ist im Kontext der sich in den letzten Dekaden des 20. Jahrhunderts abzeichnenden Globalisierung zu betrachten, in der der Nationalstaat einen Bedeutungswandel erfährt. Interessant ist hierbei die hervorgehobene Bedeutung von internationalen Organisationen wie der Weltbank oder dem IMF. Auch andere supranationale Entitäten wie die EU, die NAFTA, die ASEAN, Mercosur u. a. sind zu zentralen politischen Akteuren geworden. Bezeichnenderweise fördert die NAFTA seit ihrer Entstehung 1994 den Ausbau von Maquiladoras in Mexico. Aber auch die Rolle von wirtschaftlichen Akteuren darf nicht unterschätzt werden. Transnationale Unternehmen treten inzwischen machtvoller in Erscheinung als Nationalstaaten, die ihnen lediglich die benötigten Rahmenbedingungen (Vertragssicherheit, Eigentumsrechte etc.) garantieren sollen (s. Davos Man).